# Saxacalli
Saxacalli ist eine Ortschaft am Westufer des Essequibos etwa 40 Kilometer südlich von Parika in Guyana. Saxacalli war ursprünglich eine Arawak-Siedlung. Heute leben hier rund 250 Einwohner. Der Tourismus stellt Saxacallis Haupterwerbszweig dar, da die Siedlung einen bekannten Inlandstrand besitzt. Die Siedlung ist nicht über eine Straße erreichbar und hat keinen Anschluss an das Elektrizitätsnetz.